# Ayoub Achouri
Ayoub Achouri (né le 18 avril 1998, en arabe : أيوب عاشوري) est un joueur marocain de basket-ball, évoluant actuellement au poste d'ailier pour le club MAS Fes en Division d'Excellence (DEX-H), la première division de basket-ball professionnel au Maroc.
En 2023, il est sélectionné en équipe nationale marocaine pour le championnat AfroCan 2023, lequel se conclut par leur victoire et l'obtention du tout premier titre de l'histoire du Maroc dans cette compétition,.